# (73098) 2002 GP21
(73098) 2002 GP21 – planetoida z pasa głównego asteroid okrążająca Słońce w ciągu 4,12 lat w średniej odległości 2,57 j.a. Odkryta 14 kwietnia 2002 roku.